# الیزابت دول
الیزابت دول (به انگلیسی: Elizabeth Dole) سناتور سابق عضو حزب جمهوری‌خواه ایالات متحده آمریکا بود. وی در سال ۲۰۰۳ تا ۲۰۰۹ میلادی سناتور ایالت کارولینای شمالی در سنای ایالات متحده آمریکا بود.